# Pund (masseenhed)
 For alternative betydninger, se Pund. (Se også artikler, som begynder med Pund)
Ordet pund som masseenhed er flertydigt og bliver også benævnt libra som ofte forkortes til lb. Pund (engelsk: pound) kommer fra det latinske ord pondus, som betyder vægt – efter det latinske ord pendere at veje.
- I mange lande som anvender SI-enheder (inkl. Danmark, Tyskland, Holland, Frankrig (livre)) er et pund eksakt 0,500 kg.
- I Danmark indførtes det metriske pund (0,5 kg) ved lov i 1839. Indtil da svarede 1 pund ("skålpund") til 496 g[1]
- 1/100 pund udgjorde et kvint og 1/10 kvint en ort.
- 16 pund udgjorde et lispund, 100 pund udgjorde en centner.
- Gammelt engelsk pund, som er 0,453592338 kg,[kilde mangler] eller lidt under 454 gram.
- Avoirdupois pund eller international pund er eksakt 0,45359237 kilogram.[2] Se også avoirdupois massesystemet. Siden 1960 har USA, Det Forenede Kongerige og Canada anvendt det internationale pund.
- Troy pund er eksakt 0,3732417216 kilogram.[3] Blev bl.a. tidligere anvendt i Det Forenede Kongerige.